# Salix carmanica
Espèce
Classification APG III (2009)
Salix carmanica est une espèce de plantes à fleurs de la famille des Salicaceae. C'est un gros arbuste avec une écorce bleu verdâtre et des rameaux dorés et pendants. Le limbe des feuilles mesure de 3 à 5 cm de long. Ce saule se rencontre en Iran, en Afghanistan et en Chine où il est cultivé.

## Description
Salix carmanica est un arbuste qui peut aller jusqu'à 6 mètres de haut, avec une écorce lisse. Les branches sont minces et velues. Les feuilles sont portées par un pétiole de 2 mm de long et présentent une bordure dentée.
La floraison a lieu en mai.

## Distribution
L'espèce est présente en Iran, en Afghanistan et dans la province chinoise du Xinjiang,.